# Coalton (Ohio)

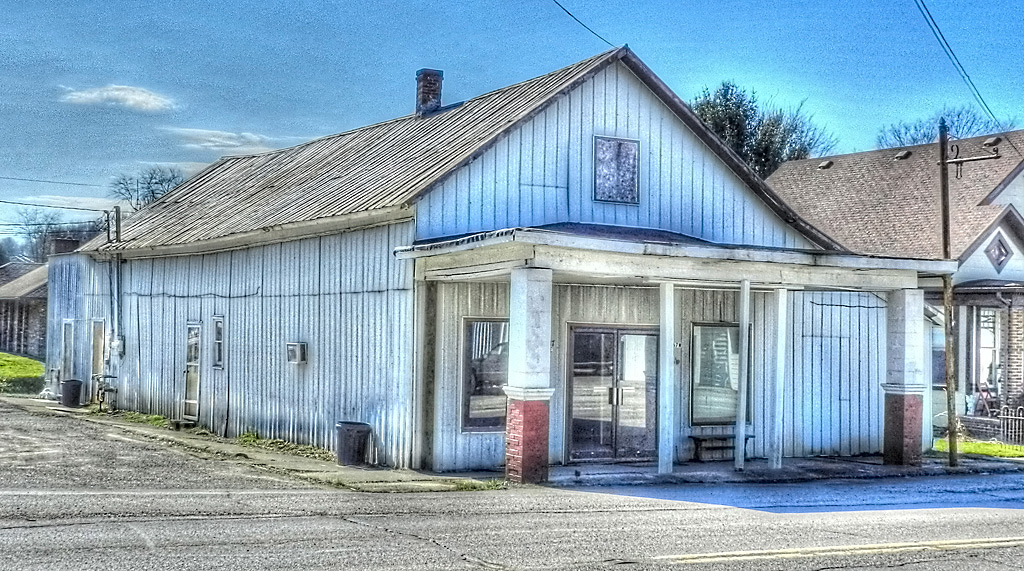
Obiekt historyczny w Coalton

Coalton – wieś w USA, w hrabstwie Jackson w stanie Ohio.

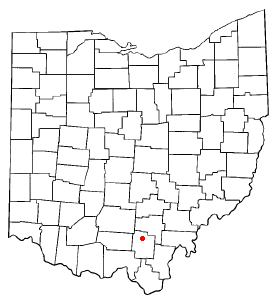
Coalton na planie stanu Ohio

W roku 2010, 21,7% mieszkańców było w wieku poniżej 18 lat, 8,2% było w wieku od 18 do 24 lat, 26,2% było od 25 do 44 lat, 29,2% było od 45 do 64 lat, a 14,8% było w wieku 65 lat lub starszych. We wsi było 49,5% mężczyzn i 50,5% kobiet.
Liczba mieszkańców w 2010 roku wynosiła 479.